# Huracán King
EL huracán King fue la tormenta tropical número 11 y la última de un récord de ocho huracanes importantes en la Temporada de huracanes del Atlántico de 1950. Tocó tierra en Miami, con vientos de más de 190 kilómetros por hora, y causó grandes daños en las cercanías. En total, el huracán provocó daños por valor de 232,5 millones de dólares (2005 USD), de los cuales $116 millones (2005 USD) ocurrieron en el área de Miami. A lo largo de su trayectoria, once personas murieron y casi 200 resultaron heridas.

## Historia meteorológica

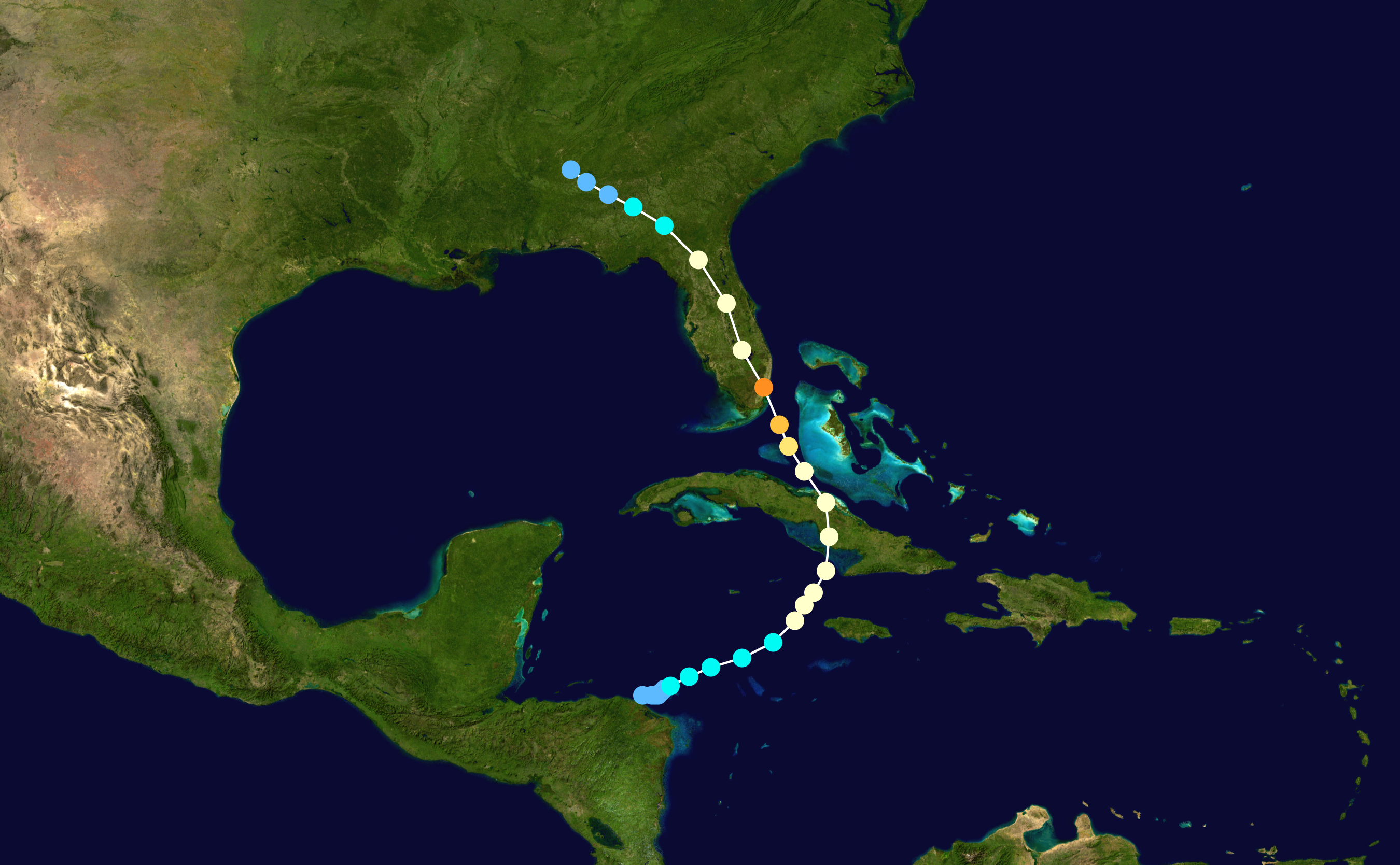
Recorrido de King.

El 13 de octubre, un área de alteración climática sobre el oeste del mar Caribe se organizó en la tormenta tropical King, mientras se encontraba al norte de la costa de Honduras. La tormenta derivó hacia el este, luego hacia el noreste, fortaleciéndose en las cálidas aguas del Caribe. Al pasar al oeste de Jamaica, se intensificó a huracán, y en respuesta a las altas presiones al noroeste, la tormenta giró hacia el norte. El huracán se intensificó rápidamente antes de tocar tierra, y alcanzó el área central de Cuba, al oeste de Camagüey como unos vientos de 185 km/h a principios del 17 de octubre. King fue un huracán muy pequeño, cerca de Camagüey, sólo se registraron vientos de alrededor de 105 km/h.
El huracán atravesó rápidamente Cuba, y al salir en el estrecho de Florida era todavía un gran huracán. Alcanzó su punto máximo en el Estrecho el 17 de octubre con vientos de 195 km/h, y conservó su fuerza a medida que se volvió hacia el norte-noroeste. El 18 de octubre, el huracán golpeó Miami como un huracán de categoría 3 con una presión de 955 mbar. Su intensidad exacta se desconoce, pero dos estaciones de grabación en Miami, informaron de vientos de 195 km/h y ráfagas de alrededor de 240 km/h, y un ojo de sólo 7 km de diámetro.
El huracán se debilitó cuando continuó hacia el norte-noroeste, y se convirtió en una tormenta tropical 18 horas después de tocar tierra. Se debilitó en una depresión tropical sobre el suroeste de Georgia el 19 de octubre, y se disipó ese mismo día. Sin embargo, un frente de baja presión proveniente de King formó otro huracán, El huracán Love, que se disipó el 21 de octubre.

## Preparativos
Treinta y seis horas antes de tocar tierra, el Centro de Huracanes de Miami emitió una alerta de huracán para la ciudad, que pasó a ser una advertencia de huracán 18 horas antes de tocar tierra. Sin embargo, la capacidad de predicción de los meteorólogos en aquellos días era muy bajo, y los huracanes de ese año habían sido especialmente impredecibles.

## Impacto

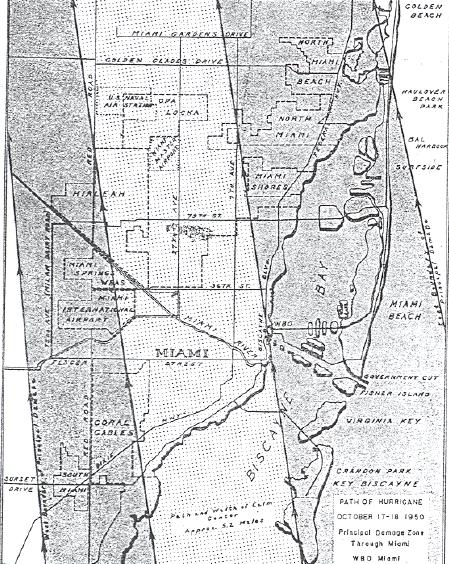
Trayectoria del huracán King sobre Miami.
En el centro, punteada, la zona que sufrió mayores daños.

Mientras cruzaba sobre Cuba, el huracán King mató a siete personas y causó daños por valor de $2 millones de dólares de 1950.
Al tocar tierra en Miami, provocó una marejada de 6 m en la ciudad. En tierra, vientos entre 122 millas por hora (196,3 km/h) y 150 millas por hora (241,4 km/h) provocaron destrucción en sus más de 22 km de ancho. El área dañada quedó tan claramente definida que algunos pensaron que había sido uno o varios tornados los causantes del daño. Los meteorólogos determinaron posteriormente que no había tenido lugar ninguna actividad de tornados en la zona, y que el daño era debido únicamente a los fuertes vientos. Más afectada fue el área de Miami-Fort Lauderdale. En total, los daños a la propiedad en el área de Miami totalizaron 15 millones de dólares (1950 USD, $ 116 millones 2005 USD). Numerosas ventanas de los edificios fueron destruidas, dejando las habitaciones dañadas por el agua de lluvia y los vientos.
En otras partes de Florida el huracán King dejó caer grandes precipitaciones y causó fuertes ráfagas de viento. En Vero Beach se registraron vientos sostenidos de 120 km/h, causando daños menores en la ciudad. En  Jacksonville, se registraron ráfagas de 135 km/h que causaron grandes daños. Se produjeron pequeñas inundaciones en San Petersburgo, donde el agua llegó a los tobillos. Las inundaciones y los vientos causaron moderados daños en los cultivos y en las infraestructuras. En Georgia aún se sintieron los efectos del huracán, cuantificados en un muerto y 250.000 dólares en daños (1950 USD, $2 millones 2005 USD).
En total, el huracán causó 11 muertes y daños por valor de 30 millones de dólares (1950). Se ha especulado que si un huracán idéntico al King hubiera alcanzado Florida en 2001, habría causado 2,8 millones de dólares en daños.

## Después de la Temporada
El nombre King no fue retirado después de la temporada porque formaba parte del Alfabeto fonético conjunto Ejército/Armada. Sin embargo, el nombre nunca fue usado de nuevo debido a la falta de actividad tropical suficiente en 1951 y 1952, y debido a que el alfabeto fonético fue dado de baja en 1953 en favor del uso de nombres femeninos.